# Howick
Howick es un municipio de la provincia de Quebec, Canadá. Es una de las ciudades pertenecientes al municipio regional de condado de Le Haut-Saint-Laurent y, a su vez, a la región de Vallée-du-Haut-Saint-Laurent en Montérégie.

## Geografía
El territorio de Howick se encuentra enclavada en el municipio de Très-Saint-Sacrement. Tiene una superficie total de 0,97 km² cuyos 0,93 son tierra firme.

## Política
Forma parte de las circunscripciones electorales de Huntingdon a nivel provincial y de Beauharnois-Salaberry a nivel federal.

## Demografía
Según el censo de 2011, había 630 personas residiendo en esta ciudad con una densidad de población de 634,2 hab./km². Los datos del censo mostraron que de las 606 personas censadas en 2006, en 2011 hubo un aumento de 24 habitantes (4,0 %). El número total de inmuebles particulares resultó de 288. El número total de viviendas particulares que se encontraban ocupadas por residentes habituales fue de 272.